# Nicola Fusco (matematico)
Nicola Fusco (Napoli, 14 agosto 1956) è un matematico italiano.
Ha vinto nel 1994 il Premio Caccioppoli e l'edizione 2013 del Premio Amerio.

## Biografia

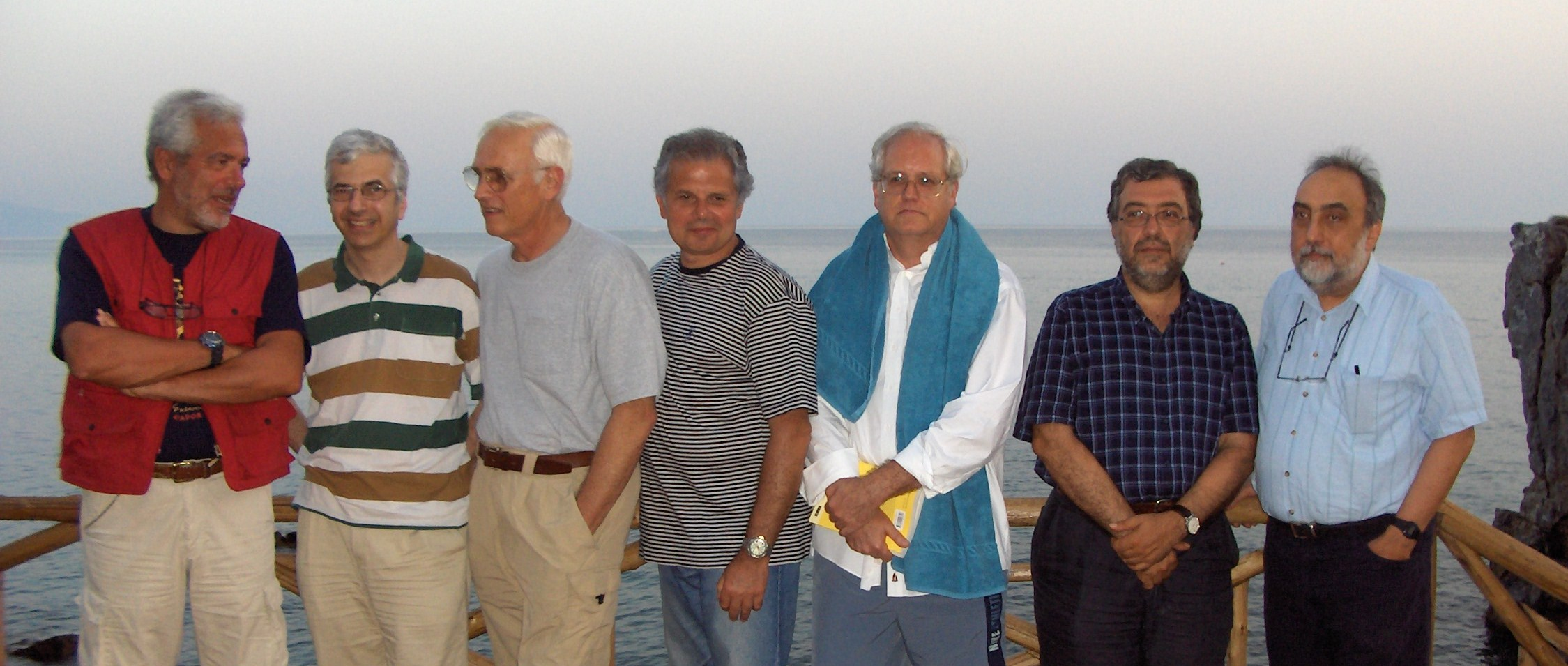
Da sinistra: Michael G. Crandall, Bernard Dacorogna, Fabio Rosso, Paolo Marcellini, Lawrence C. Evans, Nicola Fusco, Giuseppe Modica. Corso CIME 2005 a Cetraro.

Consegue la laurea in matematica nel 1978 presso l'Università di Napoli ed è professore ordinario di Analisi matematica presso la stessa università. È socio dell'Accademia Nazionale dei Lincei.
Le sue ricerche riguardano principalmente il settore del Calcolo delle variazioni, della Teoria della regolarità per le Equazioni alle derivate parziali, problemi di simmetrizzazione e disuguaglianze isoperimetriche.

## Principali risultati
Nicola Fusco ha ottenuto risultati che hanno avuto immediata risonanza internazionale e che chiudono in modo definitivo una serie di questioni analitiche classiche e aperte da decenni. Al contempo, le tecniche altamente originali e innovative introdotte da Fusco hanno permesso a numerosi autori di affrontare con successo ulteriori problemi aperti, diventando a loro volta classiche nel campo del Calcolo delle variazioni.
In particolare:
In collaborazione con Emilio Acerbi ha ottenuto nel 1981 un risultato che permette di estendere la teoria classica di Morrey sulla semicontinuità dei funzionali quasiconvessi. Tale teorema gioca un ruolo importante nella teoria moderna del Calcolo delle variazioni consentendo di provare la semicontinuità inferiore dei funzionali quasiconvessi in ipotesi ottimali e consentendo quindi la soluzione del problema, centrale nel Calcolo delle variazioni, dell'esistenza dei minimi di funzionali vettoriali generali. Infatti: il teorema "conclude un filone di ricerca su cui hanno lavorato molti autori".
Nel 2000, la Oxford University Press ha dato alle stampe una fondamentale monografia dal titolo "Functions of bounded variations and free discontinuity problems", scritta insieme a Luigi Ambrosio e Diego Pallara, che racchiude i risultati fondamentali sulla teoria dei problemi a discontinuità libera e tra l'altro i risultati di regolarità dei minimi dei relativi funzionali ottenuti dagli stessi tre autori; tali risultati "hanno consentito di dare un quadro completo al problema del riconoscimento di immagini". La monografia è oggi uno dei testi di riferimento nella letteratura internazionale su problemi che coinvolgono le funzioni a variazioni limitata e i relativi problemi variazionali.
Nel 2005 (in collaborazione con Miroslav Chlebik e Andrea Cianchi) ha ottenuto un importante risultato in Teoria geometrica della misura riguardante la nozione di perimetro nel senso di Renato Caccioppoli e Ennio De Giorgi. Questo risultato permette di risolvere in modo definitivo il problema classico dei casi di invarianza del perimetro nella simmetrizzazione di Steiner.
Nel 2007, in un lavoro in collaborazione con Francesco Maggi e Aldo Pratelli, ha ottenuto la prima dimostrazione completa della nota congettura di Hall riguardante la forma ottimale delle disuguaglianze isoperimetriche quantitative, portando a definitivo compimento un programma di ricerca classico iniziato da Bonnesen nel 1924.
È uno degli esperti nel settore del Calcolo delle variazioni, con il maggiore fattore di impatto nella letteratura matematica internazionale (con oltre 2500 citazioni, al maggio 2014, sul database "Mathematical Reviews" dell'American Mathematical Society).
Ha insegnato presso l'Università degli Studi di Firenze, la Carnegie Mellon University di Pittsburgh e la Università Nazionale Australiana. Ha vinto l'edizione 1994 del Premio Caccioppoli della Unione Matematica Italiana, nel 2010 è stato insignito dall'Accademia Nazionale dei Lincei del premio "Luigi Tartufari" per la Matematica, mentre ancora nel 2013 ha vinto il Premio Amerio dell'Istituto lombardo di scienze e lettere. Nel 2008 è stato "Invited Speaker" al V Congresso della European Mathematical Society tenuto ad Amsterdam, mentre per il 2010 è ancora "Invited Speaker" all'International Congress of Mathematicians. Ancora nel 2008 si è aggiudicato alla prima edizione uno dei prestigiosi grant del Consiglio Europeo della Ricerca (European Research Council Advanced Grant). Nel 2010 è stato eletto socio dell'Accademia Nazionale dei Lincei.
Dal 2007 è membro del Comitato Direttivo dell'Istituto Nazionale di Alta Matematica. È editor-in-chief della rivista Advances in Calculus of Variations e membro del comitato editoriale delle riviste Nonlinear Differential Equations and Applications e SIAM Journal on Mathematical Analysis.
Tra i suoi coautori figurano matematici quali Luigi Ambrosio (Premio Bartolozzi 1991, Premio Caccioppoli 1999), Haïm Brezis, Bernard Dacorogna, Irene Fonseca, John Hutchinson, Pierre-Louis Lions (Medaglia Fields 1994), Paolo Marcellini, Carlo Sbordone (Annales Institut H. Poincarè Prize 2002), Luc Tartar.